# Amoun
Amoun (en griego, Ἀμοῦν), Amun (en copto, Ⲁⲃⲃⲁ Ⲁⲙⲟⲩⲛ), Amón, Ammonas (en griego, Ἀμμώνας), Ammon, Hammon o Ammonio el Eremita (en griego, Ἀμμώνιος) fue un asceta cristiano del siglo IV, fundador de una de las comunidades monásticas más célebres de Egipto. Posteriormente fue declarado santo. Fue uno de los ascetas más venerados del desierto de Nitria, y San Atanasio lo menciona en su vida de San Antonio, del que fue contemporáneo. Su nombre es el mismo que el del antiguo dios egipcio Amón.

## Biografía
Procedente de una rica familia, nacido en una pequeña localidad del delta del Nilo, se quedó huérfano a una temprana edad. Fue empujado al matrimonio por imposición familiar a la edad de 20 años, y logró persuadir a su esposa para que hiciera voto de castidad junto con él basándose en la autoridad de las Epístolas a los corintios de San Pablo. Vivieron juntos de esta manera durante 18 años, hasta que por su deseo, se separaron, y alrededor del 325 él se retiró a la montaña de Escete (Scetis), al sur del lago Mareotis, donde vivió 22 años, visitando a su hermana-esposa dos veces al año. Ella, mientras tanto, había fundado una congregación religiosa de vírgenes en su propia casa.
Cooperó con San Antonio y reunió a sus monjes bajo su supervisión directa, formando así un monasterio de ermitaños únicos. 
Su fama de santidad y lo que se decía de que hacía milagros, tenía el carisma de ver la realidad invisible, leía
los pensamientos y adivinaba secretos atrajo a otros eremitas, hasta que la importante afluencia de seguidores hizo que él, junto con un grupo de discípulos, con la cooperación de Antonio Abad, que le visitó y le tenía en gran estima, dejaran la montaña y se trasladaran al desierto de Nitria, luego llamado de las Celdas, donde reunió una nueva colonia de eremitas. Según la tradición, se supone que fue el primer eremita que estableció un monasterio, conocido como Kellia, cerca de Nitria. 
Se considera que murió a la edad de 62 años. Su fiesta es el 4 de octubre en las Iglesias ortodoxas orientales y en la Iglesia católica. Su fiesta en la Iglesia Ortodoxa Copta es el 20 de pashons.
Murió ante Antonio Abad, quien escribió una epístola para él, afirmando que 'vio el alma de Amoun llevado por los ángeles al cielo'.  Generalmente se dice que existen diecisiete o diecinueve Reglas de ascetismo (κεφάλαια) atribuidas a él, existiendo el original griego en manuscrito. Fueron publicados en versión latina por Gérard Vossius. También existen en manuscrito las Veintidós instituciones ascéticas del mismo Amoun, o una que lleva el mismo nombre. Existe una colección de sus cartas en la Patrologia Orientalis, volumen 10/6. También hay citas de la Ascensión de Isaías y los Testamento de los Doce Patriarcas, una literatura arcaica judeocristiana que encontró un segundo aliento en los primeros Padres del desierto.
Entre los discípulos de Amoun figuran ascetas como Pambo, Macario de Alejandría, que residió en las celdas 355 a 394, o Evagrio Póntico, en las celdas 382 a 399.